# Conus scopulicola
Conus scopulicola is een in zee levende slakkensoort uit het geslacht Conus. De slak behoort tot de familie Conidae. Conus scopulicola werd in 1972 beschreven door Okutani. Net zoals alle soorten binnen het geslacht Conus zijn deze slakken roofzuchtig en giftig. Zij bezitten een harpoenachtige structuur waarmee ze hun prooi kunnen steken en verlammen.